# Francesco Paolo Lucchese
Francesco Paolo Lucchese (Alcamo, 2 gennaio 1935 – Alcamo, 22 gennaio 2025) è stato un politico italiano.

## Biografia

### Elezione a deputato
Lucchese è eletto parlamentare alla Camera dei deputati nelle tornate elettorali del 1994, del 1996 e del 2001 nella Circoscrizione Sicilia 1 collegio di Alcamo.
Alle elezioni politiche del 2006 viene eletto deputato della XV legislatura della Repubblica Italiana nella circoscrizione XXIV Sicilia per l'Unione dei Democratici Cristiani e Democratici di Centro.
Nel dicembre 2012 subentra come deputato a Nino Lo Presti che è nominato componente del Consiglio di giustizia amministrativa per la Regione siciliana (CGA), Sezione Consultiva.

### Incarichi
Nella XII Legislatura:
- Componente della VI COMMISSIONE (FINANZE) dal 25 maggio 1994 all'8 maggio 1996
- Componente della COMMISSIONE SPECIALE PER LE POLITICHE COMUNITARIE, dal 29 giugno 1994 all'8 maggio 1996
- Componente della COMMISSIONE SPECIALE COMPETENTE IN MATERIA DI INFANZIA dal 27 giugno 1995 all'8 maggio 1996
- Componente della COMMISSIONE PARLAMENTARE PER IL PARERE AL GOVERNO SULLA DESTINAZIONE DEI FONDI PER LA RICOSTRUZIONE DEL BELICE dal 13 giugno 1995 all'8 maggio 1996

XIII Legislatura:
- Vicepresidente della Commissione parlamentare per il parere al governo sulla destinazione dei fondi per la ricostruzione del Belice dal 19 settembre 1996
- Componente della XII Commissione permanente Affari sociali dal 28 luglio 1998
- Componente della Commissione parlamentare d'inchiesta sulle responsabilit… relative alla tragedia del Cermis dal 25 novembre 1999

Nella XIV Legislatura:
Uffici parlamentari:
- SEGRETARIO di PRESIDENZA dal 16 febbraio 2005 al 27 aprile 2006
- VICEPRESIDENTE della XII COMMISSIONE (AFFARI SOCIALI) dal 21 giugno 2001 al 7 ottobre 2003
- VICEPRESIDENTE della XII COMMISSIONE (AFFARI SOCIALI) dall'8 ottobre 2003 al 19 maggio 2005

Componente degli organi parlamentari:
- XII COMMISSIONE (AFFARI SOCIALI) dal 20 giugno 2001 al 27 aprile 2006
- SEZIONE GIURISDIZIONALE DELL'UFFICIO DI PRESIDENZA dal 18 febbraio 2005 al 27 aprile 2006

Nella XV Legislatura:
Uffici parlamentari:
- SEGRETARIO della COMMISSIONE PARLAMENTARE DI INCHIESTA SUGLI ERRORI IN CAMPO SANITARIO E SULLE CAUSE DEI DISAVANZI SANITARI REGIONALI dal 24 ottobre 2007 al 28 aprile 2008

Componente degli organi parlamentari:
- XII COMMISSIONE (AFFARI SOCIALI) dal 6 giugno 2006 al 28 aprile 2008
- COMMISSIONE PARLAMENTARE DI INCHIESTA SUGLI ERRORI IN CAMPO SANITARIO E SULLE CAUSE DEI DISAVANZI SANITARI REGIONALI dal 16 ottobre 2007 al 28 aprile 2008

Nella XVI Legislatura:
Componente degli organi parlamentari:
- VII COMMISSIONE (CULTURA, SCIENZA E ISTRUZIONE)  dal 9 gennaio 2013  al 14 marzo 2013